# 菲霍利夫卡
49°54′1″N 37°42′4″E / 49.90028°N 37.70111°E
菲霍利夫卡（烏克蘭語：Фиголівка）是位於烏克蘭東部的村莊，由哈爾科夫州庫皮揚斯克區的德沃里奇纳市镇負責管轄。該村始建於1832年，面積0.35平方公里，海拔高度82米，2001年人口104，人口密度每平方公里294.6人。